# Львов, Михаил Иванович Большой
Князь Михаил Иванович Львов по прозванию Большой — голова и воевода во времена правления Михаила Фёдоровича и Алексея Михайловича.
Из княжеского рода Львовы. Единственный сын князя Ивана Никитича Львова.

## Биография
В 1633, 1638, 1641 и 1647 годах дневал и ночевал на государевом дворе во время отсутствия Государя в Москве.          В январе 1639 году дневал и ночевал у гроба царевичей Ивана Михайловича и в апреле у гроба Василия Михайловича. В 1652 году сопровождал царицу Марию Ильиничну Милославскую в Новодевичий монастырь. В 1655 году воевода в Вязьме. В июне 1656 года в Польском походе был четвёртым головой, у становления сторожей в Государевом полку в походе из Смоленска против войск шведского короля Карла X Густава. В 1658 году в Боярской книге показан московским дворянином. В феврале 1662 года находился в числе стольников, двенадцатым дворянином посольства, сопровождавших великого и полномочного посла, князя Никиту Ивановича Одоевского, отправленного в Смоленск на съезд с польскими послами.
По родословной росписи показан бездетным.